# Campoplex cavus
Campoplex cavus är en stekelart som beskrevs av Henry Lorenz Viereck 1925. Campoplex cavus ingår i släktet Campoplex och familjen brokparasitsteklar. Inga underarter finns listade.